# Fähre Paradies

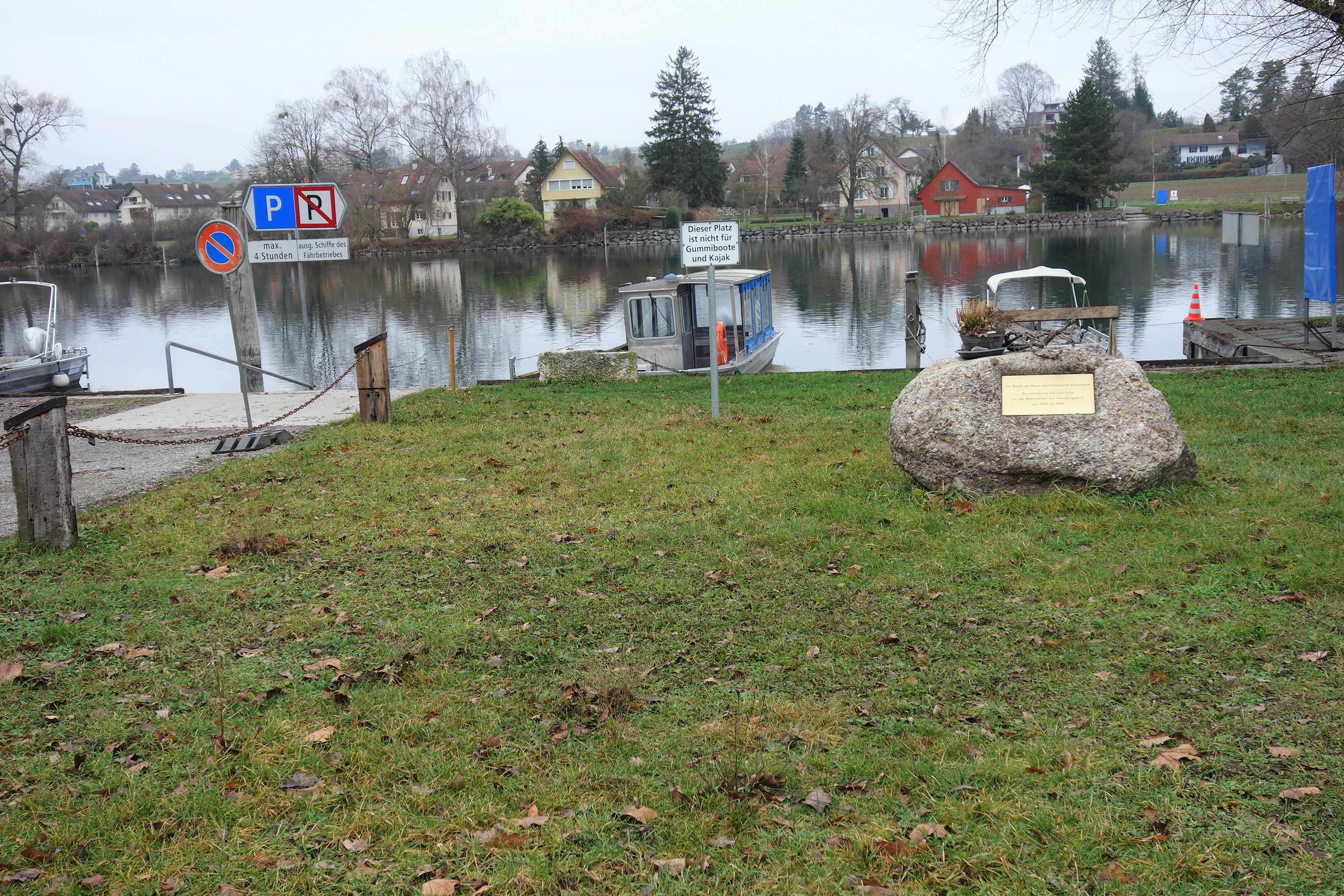
Beide Boote der Fähre Paradies am Anleger in Schlatt TG

Die Fähre Paradies verkehrt als einzige Personenfähre auf dem Hochrhein oberhalb des Rheinfalls zwischen dem Kloster Paradies und dem Büsinger Ortsteil Stemmer. 1974 kaufte die Georg Fischer AG den Klosterbetrieb samt Restaurant, Biergarten und zugehöriger Fähre. Sie verkehrte als hölzerner Weidling schon weitaus früher, zumindest in den 1950er-Jahren, womöglich schon in den 1930ern oder noch früher.
Ab 1978 betreute Roland Walter (* 1946 oder 1947) die Verbindung als Fährmann, zunächst als Angestellter der Fischer AG, für die er im Winter anderweitig arbeitete. Bald darauf erwarb er vom Unternehmen den Fährbetrieb, um ihn seither  als Saisonbetrieb selbständig zu führen.
Seit wenigstens 2015 besteht der Betrieb aus zwei offenen, teilüberdachten Aluminium-Barken mit Aussenbordmotor, die Walter und ein Kollege für die Fähr- sowie für Ausflugsfahrten unterhalten.
Im Jahr 2022 lief der Sommerbetrieb der Fähre vom 1. April bis zum 31. Oktober.